# Postkapitalizm
Postkapitalizm – termin używany do określenia hipotetycznego stanu w przyszłości, w którym systemy ekonomiczne świata nie mogą być dłużej opisywane jako formy kapitalizmu. Nie istnieje jedna propozycja systemu, jaki wówczas miałby funkcjonować. Niektórzy proponują modele celowo zastępujące kapitalizm, w szczególności socjalizm, komunizm, anarchizm, nacjonalizm czy dewzrost. Jednak z klasycznymi teoriami marksistowskimi i ewolucjonistycznymi systemy postkapitalistyczne mogą powstać w wyniku spontanicznej ewolucji w momencie wyczerpania się kapitalizmu.

## Historia
W 1993 Peter Drucker nakreślił możliwą ewolucję społeczeństwa kapitalistycznego w swojej książce Społeczeństwo pokapitalistyczne. Stwierdził w niej, że informacja, a nie kapitał, ziemia czy praca, jest nową podstawą bogactwa. Oczekuje się, że klasy w pełni postkapitalistycznego społeczeństwa będą podzielone na pracowników wiedzy lub pracowników usług, w przeciwieństwie do kapitalistów i proletariuszy w społeczeństwie kapitalistycznym. W książce Drucker oszacował, że transformacja do postkapitalizmu zakończy się w latach 2010–2020. Opowiadał się również za ponownym przemyśleniem koncepcji własności intelektualnej poprzez stworzenie uniwersalnego systemu licencjonowania.
W 2015, według Paula Masona, wzrost nierówności dochodów, powtarzające się cykle wzrostów i spadków oraz wkład kapitalizmu w zmiany klimatu skłoniły ekonomistów, myślicieli politycznych i filozofów do poważnego zastanowienia się, jak wyglądałoby i funkcjonowało społeczeństwo postkapitalistyczne. Oczekuje się, że postkapitalizm stanie się możliwy dzięki dalszemu postępowi w automatyzacji i technologii informacyjnej, które coraz skuteczniej sprowadzają koszty produkcji do zera.
Nick Srnicek i Alex Williams stwierdzili natomiast, że wzrasta kryzys kapitalizmu i maleje zdolność do zatrudniania wszystkich członków społeczeństwa, argumentując, że „rośnie populacja ludzi, którzy znajdują się poza formalną, płatną pracą, z minimalnymi świadczeniami socjalnymi, nieformalną pracą na własne potrzeby lub przez nielegalne środki”.

## Technologia jako siła napędowa postkapitalizmu

### Automatyzacja
Zmiany technologiczne, były historycznie wynikiem maszyn „mechanicznych mięśni”, które zmniejszyły zapotrzebowanie na ludzką siłę roboczą. Tak jak konie były kiedyś używane, ale stopniowo stały się przestarzałe przez wynalezienie samochodu, tak samo praca ludzi została zmieniona na przestrzeni dziejów. Współczesnym przykładem tego bezrobocia technologicznego jest zastąpienie kasjerów detalicznych kasami samoobsługowymi. Uważa się, że wynalezienie i rozwój procesów „mechanicznego umysłu” lub „pracy mózgowej” zagraża miejscom pracy na niespotykaną dotąd skalę. Profesorowie z Oksfordu, Carl Benedikt Frey i Michael Osborne, szacują, że 47 procent miejsc pracy w USA jest zagrożonych automatyzacją.

### Technologia informacyjna
Niektórzy uważają, że postkapitalizm jest możliwy dzięki dużym zmianom, jakie w ostatnich latach przyniosła technologia informacyjna. Zatarło to granice między pracą a czasem wolnym i rozluźniło relację między pracą a płacą. Co istotne, informacje niszczą zdolność rynku do prawidłowego kształtowania cen. Informacji jest mnóstwo, a dobra informacyjne można dowolnie powielać. Towary takie jak muzyka, oprogramowanie czy bazy danych mają swój koszt produkcji, ale raz wytworzone można kopiować/wklejać w nieskończoność. Jeśli zwycięży normalny mechanizm cenowy kapitalizmu, wówczas cena każdego dobra, które zasadniczo nie ma kosztów reprodukcji, spadnie do zera. Ten brak niedoboru stanowi problem dla modeli kapitalistycznych, które próbują przeciwdziałać, rozwijając monopole w postaci gigantycznych firm technologicznych, aby informacje były ograniczone i komercyjne. Ale wiele znaczących towarów w gospodarce cyfrowej jest teraz darmowych i open-source, takich jak Linux, Firefox i Wikipedia.